# Не по-голяма любов
„Не по-голяма любов“ (на японски: 純愛 変) е японски военен филм от 1959 година на режисьора Масаки Кобаяши по негов сценарий в съавторство с Дзендзо Мацуяма. Базиран на романа на Джунпей Гомикава, филмът е първа част на поредицата „Човешкото състояние“.

## Сюжет
Каджи (Тацуя Накадаи) се жени за любимата си Мичико (Мичийо Аратама) въпреки опасенията си за бъдещето. Скоро след това младоженците заминават за Манджоу-Го, където Каджи започва работа като надзирател на група китайски затворници в една мина. Той се опитва, но в крайна сметка не успява да примири хуманистичните си идеали с бруталната реалност на принудителния труд в имперската система. За да могат неговите началници да държат на страна тревожното му присъствие в лагера, Каджи е призован към военна служба.

## В ролите
- Тацуя Накадаи като Каджи
- Мичийо Аратама като Мичико
- Чикаге Авашима като Тьофуку Кин
- Инеко Арима като Шунран Йо
- Кейджи Сада като Кагеяма
- Сьо Ямамура като Окишима

## Награди и номинации
- Награда Синя лента за най-добра второстепенна роля на Мичийо Аратама от 1960 година.
- Награда Кинема Джъмпо за най-добра женска роля на Мичийо Аратама от 1960 година.
- Награда от филмовия конкурс Маиничи за най-добра операторска работа на Йошио Мияджима от 1960 година.
- Награда Пасинети за участие в конкурсната програма на Международния кинофестивал във Венеция, Италия през 1960 година.
- Награда Сан Джорджо за Масаки Кобаяши от Международния кинофестивал във Венеция, Италия през 1960 година.
- Номинация за Златен лъв за най-добър филм Международния кинофестивал във Венеция, Италия през 1960 година.[1]